# Zamojne, raionul Jîtomîr, regiunea Jîtomîr
Zamojne (în ucraineană Заможне) este o comună în raionul Jîtomîr, regiunea Jîtomîr, Ucraina, formată numai din satul de reședință.

## Demografie
Componența lingvistică a comunei Zamojne
     Ucraineană (97,41%)
     Rusă (2,59%)
Conform recensământului din 2001, majoritatea populației comunei Zamojne era vorbitoare de ucraineană (97,41%), existând în minoritate și vorbitori de rusă (2,59%).